# Drapeau de l'Albanie
 (août 2024).
Si vous disposez d'ouvrages ou d'articles de référence ou si vous connaissez des sites web de qualité traitant du thème abordé ici, merci de compléter l'article en donnant les références utiles à sa vérifiabilité et en les liant à la section « Notes et références ».

Pavillon civil.

Pavillon de guerre.

Le drapeau de l'Albanie est constitué d'un fond rouge avec une aigle à deux têtes en son centre. Il provient du sceau similaire de Gjergj Kastriot Skanderbeg, un Albanais du XVe siècle, meneur de la révolte contre l'Empire ottoman qui conduisit à une période d'indépendance.
Le drapeau actuel est adopté officiellement le 7 avril 1992, mais les régimes albanais qui se sont succédé depuis l'indépendance acquise en 1912 ont utilisé un étendard similaire, la royauté plaçant au-dessus de l'aigle le « casque de Skanderbeg » et la république populaire d'après-guerre une étoile jaune à cinq branches.

## Symbolisme

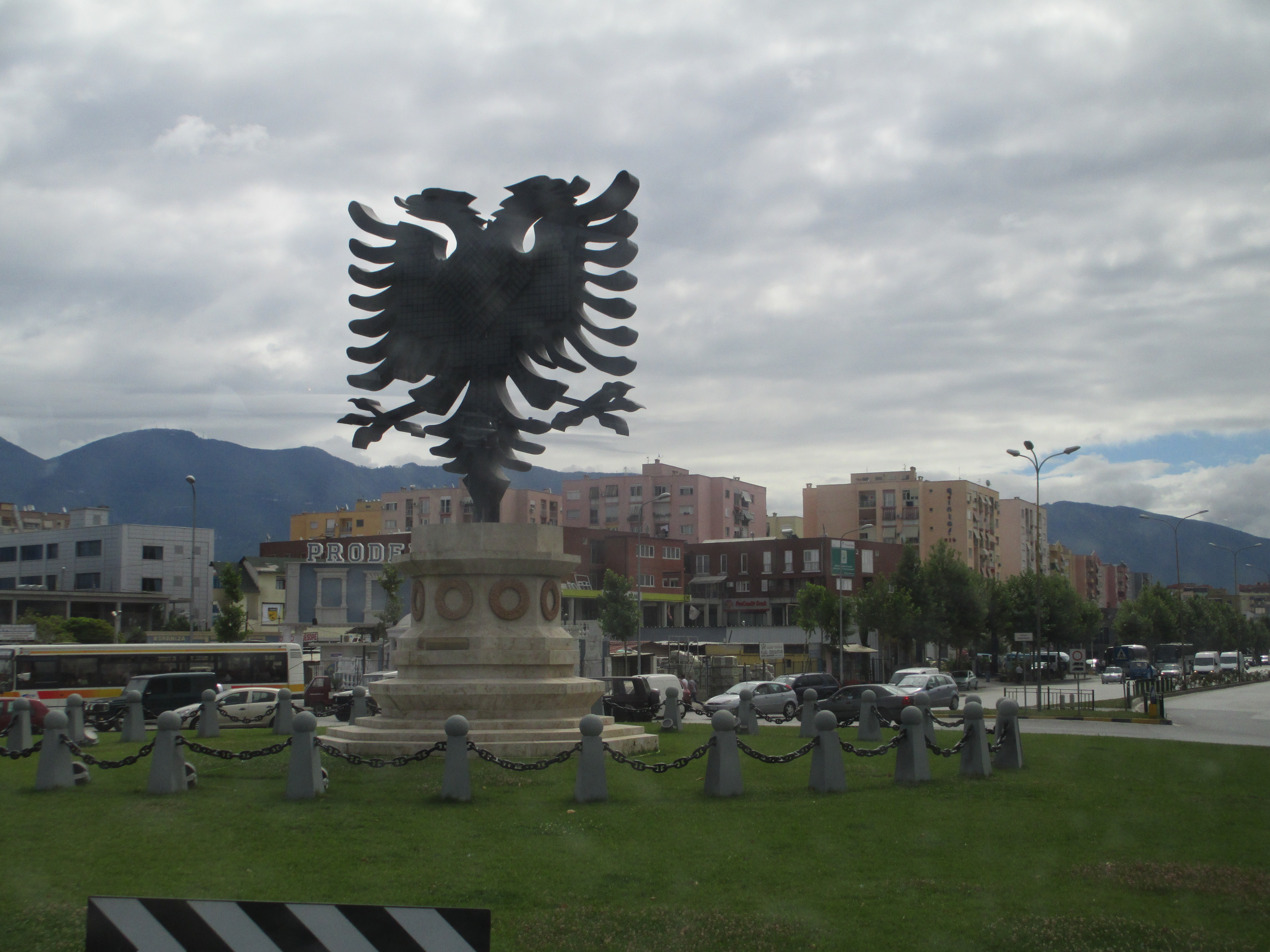
Monument de l'aigle à double-tête albanais, à Tirana, quartier de Laprakë.

L'aigle bicéphale est le symbole d'une Albanie religieusement divisée alors que les Albanais étaient divisés entre les chrétiens de tradition catholique et ceux de tradition orthodoxe. C'est l'Assemblée nationale de Vlora qui proclama l'indépendance de l'Albanie le 28 novembre 1912 et approuva le drapeau comme symbole de la nation albanaise.
L'aigle aux ailes ouvertes représente la Liberté, et le fond rouge représente le sang des patriotes qui ont donné leur vie pour l'Albanie. Le régime communiste y ajouta une étoile jaune à cinq branches, supprimée par le premier parlement pluraliste albanais en 1992 après la chute du communisme.

## Histoire

Les armoiries de la maison de Kastrioti. Skanderbeg aurait brandi un drapeau reprenant la couleur rouge avec l'aigle noire au-dessus de Krujë.

Lors de la campagne de Jean Hunyadi à Niss en 1443, Skanderbeg et quelques centaines d'Albanais quittèrent les rangs turcs. Pendant vingt-cinq ans, il remporte plusieurs victoires contre les Ottomans. Il adopte l'insigne impérial à deux têtes de l'Empire byzantin et ses victoires spectaculaires lui valurent d'être nommé par le pape Athleta Christi. Au Moyen Âge, l'aigle est utilisée à des fins héraldiques par plusieurs familles nobles d'Albanie et devient progressivement le symbole des Albanais. Le blason de Kastrioti, représentant une aigle noire à deux têtes sur un champ rouge, est devenu célèbre lorsqu'il a dirigé une révolte contre l'Empire ottoman, ce qui a abouti à l'indépendance de l'Albanie de 1443 à 1479, au sein d'une alliance dénommée la Ligue de Lezha.
Le symbole de l'aigle à deux têtes est réutilisé par les nationalistes albanais entre le XVIIIe et le début du XXe siècle comme symbole de leur campagne pour l'indépendance de leur pays vis-à-vis de l'Empire ottoman. Le 28 novembre 1912, la déclaration d'indépendance albanaise est proclamée à Vlora et le drapeau levé par Ismail Qemali, est adopté comme symbole de la nouvelle nation. Le drapeau albanais subit de nombreux changements au fil des ans, différents régimes l’ayant modifié.

Drapeau de l'Albanie indépendante de 1912 à 1914
Drapeau de la principauté d'Albanie de 1914 à 1920
Drapeau de la principauté d'Albanie de 1920 à 1925
Drapeau de la République albanaise de 1926 à 1928

Pendant le règne du roi Zog Ier entre 1928 et 1939, la couronne de Skanderbeg est intégrée au drapeau. Lors de l'occupation italienne de l'Albanie, deux faisceaux de licteur sont ajoutés en 1939, avant d'être enlevés du drapeau lorsque le pays est occupé par l'Allemagne nazie de 1943 à 1945.

Drapeau du Royaume albanais de 1934 à 1939 avec la couronne de Skanderbeg
Drapeau du Royaume albanais de 1939 à 1943 (durant son annexion par le royaume d'Italie pendant la Seconde Guerre mondiale)
Drapeau du Royaume albanais de 1943 à 1944 (durant son occupation par l'Allemagne nazie pendant la Seconde Guerre mondiale)

Après la Seconde Guerre mondiale, le régime communiste ajoute une étoile dorée à cinq branches, qui est ensuite retirée le 7 avril 1992 après l'effondrement du gouvernement communiste en Albanie.

Drapeau du Gouvernement démocratique d'Albanie de 1944 à 1946
Drapeau de la république populaire socialiste d'Albanie de 1946 à 1992

Les pavillons de l'Albanie - le pavillon civil et le pavillon naval - sont tous deux différents du drapeau national. Le pavillon civil se compose de trois bandes horizontales de rouge, noir et rouge. Le pavillon naval est similaire au drapeau national, à la différence que l'aigle est sur un champ blanc et que la partie inférieure du drapeau est dotée d'une bande rouge.
À partir de 1969, le drapeau de l'Albanie est largement arboré officieusement dans la province autonome socialiste du Kosovo par la population d'origine albanaise du pays. C'était le symbole de la république de Kosova non reconnue au cours des années 90. Actuellement, le Kosovo indépendant utilise un drapeau différent, conçu et adopté en 2008 pour éviter tout symbole associé à un groupe ethnique particulier.

## Similitudes
Le drapeau de l'Albanie a pu inspirer celui de la nation fictive de Syldavie dans Les Aventures de Tintin, d'Hergé. Il a aussi influencé la résurrection de symbole basque de l'aigle noire (Arrano beltza).
On peut aussi remarquer que le drapeau de l'Albanie comporte de nombreuses similitudes avec le drapeau byzantin, du fait de ses liens avec l'ancien empire.

## Source
- (en) Cet article est partiellement ou en totalité issu de l’article de Wikipédia en anglais intitulé « Flag of Albania » (voir la liste des auteurs).